# Abdoulaye Bamba
Abdoulaye Bamba (Abidjan, 25 aprile 1990) è un calciatore ivoriano, difensore dell'Angers.

## Biografia
È cugino di Moise Kean, che come lui ha militato nelle giovanili della Juventus.

## Carriera

### Club
La sua carriera da calciatore inizia in Italia, all'età di dieci anni, quando viene selezionato dal club di Legnago, il Football Club Legnago Salus Società Sportiva Dilettantistica. Messosi in mostra varie volte per le sue doti calcistiche in netto miglioramento, viene acquistato dalla Juventus per farlo crescere, calcisticamente, nelle proprie giovanili. Durante la sua esperienza in bianconero vince sia la Supercoppa Primavera nel 2007, sia il Torneo di Viareggio nelle edizioni 2009 e 2010. Dopo aver trascorso quasi un decennio con La vecchia signora, nel luglio del 2010, firma il suo primo contratto come calciatore professionista con il Dijon Football Côte-d'Or, club di Digione. Compie il suo debutto il 17 settembre 2010 nel match contro l'Evian.

### Nazionale
Tra il 2016 ed il 2019 ha giocato complessivamente 4 partite con la nazionale ivoriana.

## Statistiche

### Presenze e reti nei club
Statistiche aggiornate al 2 febbraio 2025.
| Stagione        | Squadra         | Campionato      | Campionato | Campionato | Coppe nazionali | Coppe nazionali | Coppe nazionali | Coppe continentali | Coppe continentali | Coppe continentali | Altre coppe | Altre coppe | Altre coppe | Totale | Totale |
| Stagione        | Squadra         | Comp            | Pres       | Reti       | Comp            | Pres            | Reti            | Comp               | Pres               | Reti               | Comp        | Pres        | Reti        | Pres   | Reti   |
| --------------- | --------------- | --------------- | ---------- | ---------- | --------------- | --------------- | --------------- | ------------------ | ------------------ | ------------------ | ----------- | ----------- | ----------- | ------ | ------ |
| 2010-2011       | Digione         | L2              | 24         | 0          | CF+CdL          | 1+0             | 0               | -                  | -                  | -                  | -           | -           | -           | 25     | 0      |
| 2011-2012       | Digione         | L1              | 24         | 0          | CF+CdL          | 2+2             | 0               | -                  | -                  | -                  | -           | -           | -           | 28     | 0      |
| 2012-2013       | Digione         | L2              | 26         | 0          | CF+CdL          | 1+2             | 0               | -                  | -                  | -                  | -           | -           | -           | 29     | 0      |
| 2013-2014       | Digione         | L2              | 16         | 1          | CF+CdL          | 4+1             | 0               | -                  | -                  | -                  | -           | -           | -           | 21     | 1      |
| 2014-2015       | Digione         | L2              | 33         | 0          | CF+CdL          | 2+0             | 0               | -                  | -                  | -                  | -           | -           | -           | 35     | 0      |
| 2015-2016       | Digione         | L2              | 27         | 1          | CF+CdL          | 1+2             | 0               | -                  | -                  | -                  | -           | -           | -           | 30     | 1      |
| Totale Digione  | Totale Digione  | Totale Digione  | 150        | 2          |                 | 18              | 0               |                    | -                  | -                  |             | -           | -           | 168    | 2      |
| 2019-2020       | Angers 2        | N2              | 6          | 1          | -               | -               | -               | -                  | -                  | -                  | -           | -           | -           | 6      | 1      |
| 2021-2022       | Angers 2        | N2              | 4          | 0          | -               | -               | -               | -                  | -                  | -                  | -           | -           | -           | 4      | 0      |
| Totale Angers 2 | Totale Angers 2 | Totale Angers 2 | 10         | 1          |                 | -               | -               |                    | -                  | -                  |             | -           | -           | 10     | 1      |
| 2016-2017       | Angers          | L1              | 8          | 0          | CF+CdL          | 4+0             | 0               | -                  | -                  | -                  | -           | -           | -           | 12     | 0      |
| 2017-2018       | Angers          | L1              | 18         | 0          | CF+CdL          | 1+2             | 0               | -                  | -                  | -                  | -           | -           | -           | 21     | 0      |
| 2018-2019       | Angers          | L1              | 30         | 0          | CF+CdL          | 0+0             | 0               | -                  | -                  | -                  | -           | -           | -           | 30     | 0      |
| 2019-2020       | Angers          | L1              | 8          | 0          | CF+CdL          | 1+1             | 0               | -                  | -                  | -                  | -           | -           | -           | 10     | 0      |
| 2020-2021       | Angers          | L1              | 16         | 0          | CF              | 3               | 0               | -                  | -                  | -                  | -           | -           | -           | 19     | 0      |
| 2021-2022       | Angers          | L1              | 10         | 0          | CF              | 1               | 0               | -                  | -                  | -                  | -           | -           | -           | 11     | 0      |
| 2022-2023       | Angers          | L1              | 21         | 0          | CF              | 1               | 0               | -                  | -                  | -                  | -           | -           | -           | 22     | 0      |
| 2023-2024       | Angers          | L2              | 33         | 0          | CF              | 2               | 0               | -                  | -                  | -                  | -           | -           | -           | 35     | 0      |
| 2024-2025       | Angers          | L1              | 10         | 0          | CF              | 2               | 0               | -                  | -                  | -                  | -           | -           | -           | 12     | 0      |
| Totale Angers   | Totale Angers   | Totale Angers   | 154        | 0          |                 | 18              | 0               |                    | -                  | -                  |             | -           | -           | 172    | 0      |
| Totale carriera | Totale carriera | Totale carriera | 314        | 3          |                 | 36              | 0               |                    | -                  | -                  |             | -           | -           | 350    | 3      |

## Palmarès

### Club
- Supercoppa Primavera: 1

Juventus: 2007
- Torneo di Viareggio: 2

Juventus: 2009, 2010